# Seznam leteckých společností Ázerbájdžánu
Toto je seznam současných ázerbájdžánských leteckých společností.

## Pravidelné letecké společnosti
| Aerolinie           | IATA | ICAO | Foto | Volací značka | Uzlové letiště                      | Poznámky                                |
| ------------------- | ---- | ---- | ---- | ------------- | ----------------------------------- | --------------------------------------- |
| Azerbaijan Airlines | J2   | AHY  |      | AZAL          | Mezinárodní letiště Hejdara Alijeva | Národní letecká společnost Ázerbájdžánu |
| Buta Airways        | J2   | AHY  |      |               | Mezinárodní letiště Hejdara Alijeva |                                         |

## Charterové letecké společnosti
| Aerolinie            | IATA | ICAO | Foto | Volací značka | Uzlové letiště                      | Poznámky |
| -------------------- | ---- | ---- | ---- | ------------- | ----------------------------------- | -------- |
| SW Business Aviation |      | ESW  |      | W-BUSINESS    | Mezinárodní letiště Hejdara Alijeva |          |

## Nákladní letecké společnosti
| Aerolinie              | IATA | ICAO | Foto | Volací značka | Uzlové letiště                      | Poznámky |
| ---------------------- | ---- | ---- | ---- | ------------- | ----------------------------------- | -------- |
| Azal Avia Cargo        |      | AHC  |      | AZALAVIACARGO | Mezinárodní letiště Hejdara Alijeva |          |
| Silk Way Airlines      | ZP   | AZQ  |      | SILK LINE     | Mezinárodní letiště Hejdara Alijeva |          |
| Silk Way West Airlines | 7L   | AZG  |      | SILK WEST     | Mezinárodní letiště Hejdara Alijeva |          |